# Kate (filme)
Kate é um filme americano de 2021, dos gêneros suspense e ação, dirigido por Cedric Nicolas-Troyan e escrito por Umair Aleem. É estrelado por Mary Elizabeth Winstead, Miku Martineau, Woody Harrelson, Tadanobu Asano, Michiel Huisman, Miyavi e Jun Kunimura. O filme segue Kate (Winstead), uma assassina, cujo mentor e manipulador (Harrelson) a designa para matar um chefe de alto escalão da yakuza. Durante a missão final de Kate, ela descobre que foi envenenada e tem apenas 24 horas de vida, então ela usa suas últimas horas para se vingar e descobrir quem armou para ela.
O filme recebeu críticas mistas dos críticos, que elogiaram o desempenho de Winstead, mas acharam o filme "decepcionantemente derivado de vários outros filmes de assassinas femininas". Foi lançado em 10 de setembro de 2021 pela Netflix.

## Elenco
- Mary Elizabeth Winstead como Kate, uma assassina[5]
  - Amelia Crouch como Kate (adolescente)
  - Ava Caryofyllis como Kate (criança)
  - Gemma Brooke Allen como Kate (jovem)
- Miku Martineau como Ani, sobrinha do chefe do crime japonês Kijima[5]
- Woody Harrelson como Varrick, mentor e manipulador de Kate
- Tadanobu Asano como Renji, um membro da yazuka de alto escalão e conselheiro de Kijima que o trai
- Jun Kunimura como Kijima, um chefe idoso da yakuza e tio de Ani
- Michiel Huisman como Stephen, um homem que tem um encontro sexual com Kate para que ele possa envenenar sua bebida
- Miyavi como Jojima, um membro da yakuza extravagante que vive com Renji em um apartamento de cobertura caro
- Kazuya Tanabe como Shinzo, um executor da yakuza leal a Renji

Além de fornecer duas músicas para a trilha sonora, o grupo musical Band-Maid aparece como eles mesmos, tocando uma das músicas no clube onde Kate encontra Ani.

## Produção
Em outubro de 2017, a Netflix adquiriu o roteiro de Umair Aleem, intitulado Kate, com David Leitch, Kelly McCormick, Bryan Unkeless e Scott Morgan produzindo o filme. O longa recebeu sinal verde com um orçamento de produção de US$ 25 milhões. O roteiro foi posteriormente votado na Black List em dezembro. Em dezembro de 2018, Cedric Nicolas-Troyan assinou contrato para dirigir o filme. Em abril de 2019, Mary Elizabeth Winstead foi escalada para protagonizar o filme. Em julho de 2019, Woody Harrelson se juntou ao elenco. Em setembro, Michiel Huisman, Tadanobu Asano e Jun Kunimura estavam entre as novas adições ao elenco. Em novembro de 2019, foi anunciado que a banda de rock japonesa Band-Maid iria aparecer no filme.
As filmagens começaram em 16 de setembro de 2019 e terminaram em 29 de novembro de 2019. Os locais de filmagem incluem Tailândia, Tóquio, Japão e Los Angeles, Califórnia.
Winstead já havia trabalhado com a dublê Hayley Wright no filme Gemini Man e treinou extensivamente com ela antes do início das filmagens. Winstead gostou do fato de ambas terem formação em dança e se moverem da mesma maneira, porém, Wright se feriu no primeiro dia de filmagem na Tailândia e outros dublês tiveram que ser chamados.

## Lançamento
Foi lançado em 10 de setembro de 2021 na Netflix.

## Recepção
No Rotten Tomatoes, o filme detém uma taxa de aprovação de 46% com base em 96 críticas, com uma média de 5,2/10. O consenso dos críticos do site diz: "Mary Elizabeth Winstead faz um trabalho envolvente e confiante como protagonista, mas Kate é decepcionantemente derivado de vários outros filmes de assassinas femininas". No Metacritic, o filme tem uma pontuação média ponderada de 47 em 100, com base em críticas de 22 críticos, indicando "críticas mistas ou médias".
Richard Roeper do Chicago Sun-Times escreveu: "Bem, sim: Kate é tipo John Wick misturado com Die Hard misturado com Collateral misturado com Kill Bill todos os Volumes e com certeza já vimos tudo isso antes, então você não vai ver nada muito grandioso no enredo, mas o que você VAI ver é uma boa diversão com um tipo de humor sombrio e perversamente afiado, visuais de tela de arrasar e uma coreografia de luta muito boa." Brian Lowry, da CNN, criticou a falta de originalidade comparando-o ao filme noir dos anos 1950, D.O.A.. Ele disse que os momentos de ação foram "em excesso e particularmente sangrentos", mas a história não tem mistério e foi "totalmente previsível".